# Abdou Day
Pour les articles homonymes, voir Day.
Abdou Day est un chanteur de reggae français d’origine malgache.

## Biographie
Abdou Day est né en 1966 à Diégo-Suarez au nord de Madagascar. Il commence le chant dès l’âge de quatre ans et gagne un peu d’argent avec des chansons traditionnelles malgaches dans les rues. Il découvre le reggae avec des 33 tours de son père à la fin des années 1970 à travers des personnalités comme Jimmy Cliff, Johnny Nash, Peter Tosh ou Bob Marley.
Il arrive en France en 1989 et s’installe à Metz. Il intègre plusieurs groupes de reggae avant de démarrer une carrière solo. Il enregistre en 1995 son premier album de quatre titres Mais pourquoi ? qu'il produit et distribue lui-même.
Mister Babylon, réalisé par Tyrone Downie en 1998 et vendu à plus de 5 500 exemplaires, est suivi par un second opus intitulé Libre en 2002, sélectionné par la Fnac dans la catégorie « nouvelle scène française ». Il vend un peu plus de 8 000 exemplaires. 
Avec plus de 1000 concerts à son actif, Abdou Day a joué aux côtés des plus grands noms du reggae : Jimmy Cliff, Culture, The Wailers, Buju Banton.
Un album est sorti début 2010, avec des chansons en malgache, en anglais et en français. Des invités sont aux rendez-vous : Jaojoby Eusèbe, Dean Fraser (en) (arrangement des cuivres), l'ex-membre des Wailers Tyrone Downie (arrangement des claviers) ou encore le  guitariste Earl Chinna Smith (The Wailers, The Soul Syndicate, Sizzla).
En juin 2010, Abdou Day est sélectionné à l’European Reggae Contest pour représenter la France aux finales européennees du Rototom Sunsplash qui se déroule fin août à Benicàssim.

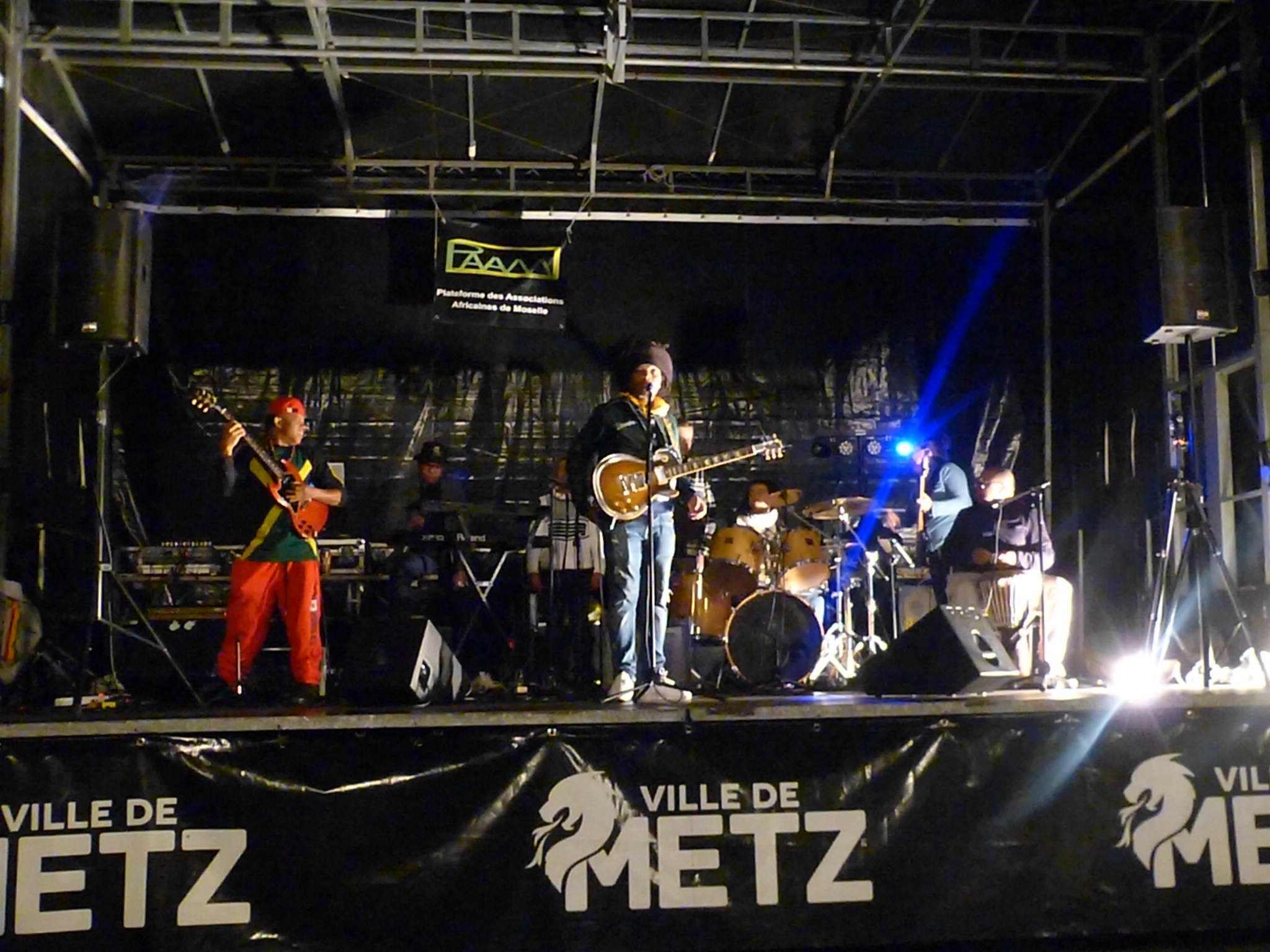
Abdou Day et ses musiciens à Metz en 2023

## Membres du groupe
- Chant, guitare, clavier : Abdou Day
- Percussions : Gino Hammerer
- Basse : Jamy Pedro, David Hazak
- Clavier : Paul Pierrisnard
- Guitare : Farid Selmi, Louis Pierrolin Rakotondramaro